# Arduin von Ivrea

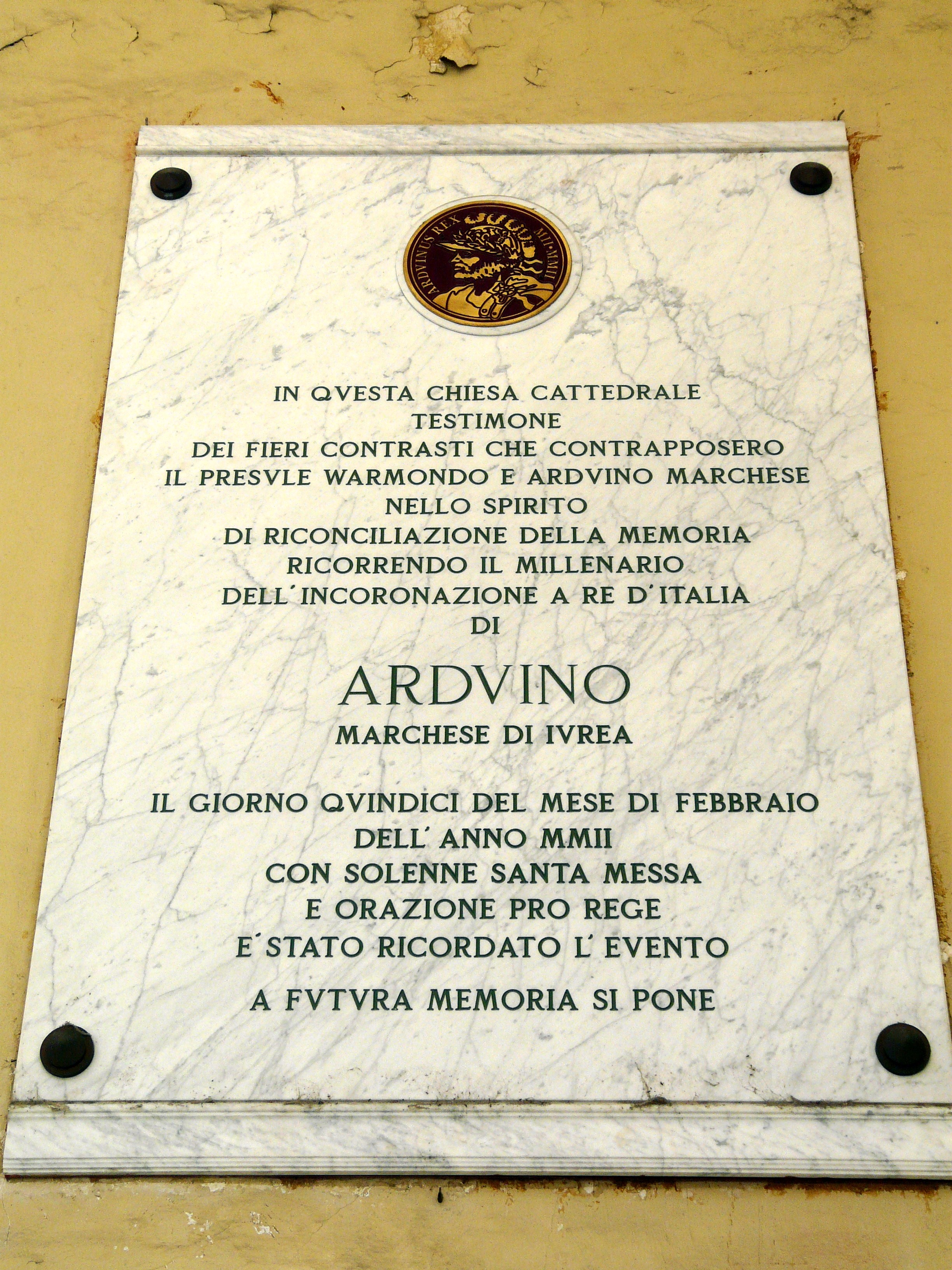
Gedenktafel im Dom von Ivrea aus dem Jahr 2002

Arduin von Ivrea (* um 955; † 14. Dezember 1015 in Fruttuaria) war ab etwa 990 bis zu seinem Tod Markgraf von Ivrea und ab 1002 König von Italien.

## Leben

### Herkunft, Markgraf von Ivrea
Arduin war neben seinem Bruder Amadeus einer der Söhne eines Grafen Dado, der möglicherweise Graf von Pombia war. Doch kann die Verwandtschaft mit Graf Adalbert von Pombia nicht erwiesen werden. Der Name seiner Mutter ist nicht überliefert.
Aufgrund lange ungeklärter Anrechte – entweder durch Verwandtschaft oder als einer der Aufsteiger, der homines novi – erlangte er um 990 als Markgraf der Markgrafschaft Ivrea die Nachfolge Konrad Kunos (Corrado Cono) aus dem Geschlecht der Anskarier, später Haus Burgund-Ivrea genannt. Konrad, der dritte Sohn Berengars, starb 990, Dado war sein zweiter Sohn. Anskar I. war von 879 bis 887 Markgraf gewesen. Die nach ihm benannten Anskarier hatten bis dahin bereits zwei Könige Italiens gestellt, nämlich Berengar II. (950–961) und dessen Sohn und Mitregenten Adalbert II. Die beiden Prätendenten waren 966 bzw. 971 gestorben. Arduin war jedoch, wie Giuseppe Sergi anlässlich des tausendsten Jahrestages der Königskrönung erweisen konnte, weder mit den Anskariern noch mit den „marchesi arduinici“ von Turin verwandt. Damit verbanden sich möglicherweise Standesdünkel gegen den homo novus mit Machtkämpfen, die aufgrund eines Paradigmenwechsels im Reich zuungunsten Arduins entschieden wurden.
Arduin war mit Berta verheiratet, „regina nostra dilecta coniunx nostrique regni consors“, wie es in einer Urkunde heißt, in der sich Arduin am 25. März 1002 mit der gängigen Formel „Ardoinus divina favente clemencia rex“ nennt. Über Berta ist kaum etwas bekannt. Das Paar hatte Söhne, doch nur Ardicin tritt ein wenig hervor. Er heiratete eine Tochter Herzog Hugos von Tuszien.

### Interne Konflikte, Eingriffe durch Otto III., erste Verurteilung (etwa 990 bis 1001)
Durch seine Politik, sich auf die teilweise unrechtmäßigen oder zumindest umstrittenen Nutznießer von Kirchengut zu stützen, geriet er in Konflikt mit den lokalen Bischöfen, besonders in der Stadt Vercelli. Deren Bischof Petrus von Vercelli wurde von Arduins Anhängern nach wochenlangen Unruhen am 13. Februar 997 ermordet. Arduin verhinderte nicht, dass der Leichnam des Ermordeten in der in Brand gesetzten Kirche mitverbrannte. Arduins zweiter Gegner, Bischof Varmundus von Ivrea, exkommunizierte ihn zwei Mal.
Mit seiner Politik, mit der er die jüngsten territorialen und rechtlichen Gewinne der Bischöfe einzudämmen suchte, geriet er mit den veränderten politischen Verhältnissen im Reich in Konflikt, denn dort wurde die weltliche Basis der Kirche inzwischen vom Herrscher unterstützt. Die Gelegenheit, den Konflikt zu lösen, bot sich ab 997, denn im Dezember dieses Jahres zog Kaiser Otto III. mit seinem Heer nach Italien. In Rom setzte er den Gegenpapst Johannes Philagathos gefangen und ließ am 28. April 998 Crescentius, den Patrizier und Aufstandsführer, hinrichten. Im September 998 berieten die Großen mit Otto in Pavias Kloster San Pietro in Ciel d'Oro über die „rechtlosen Zustände“ besonders in Ivrea. Ein Gesetz vom 20. September gab den Kirchen das Recht, ausgetanen Besitz nach dem Ableben des Vertragspartners zurückzufordern. Zwei weitere Gesetze vom selben Tag richteten sich gegen die Landflucht der unfreien Bauern und gegen die Amtsführung der Richter. Arduin und Ardicin erschienen nicht vor Ort, so dass die Entscheidung über die beiden nach Rom vertagt wurde.
Arduin, der schließlich persönlich in Rom erschien, wurde im April 999 durch eine seit Weihnachten des Vorjahres tagende Synode im Beisein von Kaiser Otto und Papst Silvester II. auf Betreiben Bischof Leos von Vercelli wegen Bischofsmords verurteilt und exkommuniziert. Sein Verbrechen wurde als schlimmer als das des Judas bezeichnet, denn er habe noch nach der Tat Gemeinschaft mit den Tätern ausgeübt. Er und seine Anhänger verloren einen Großteil ihrer Besitzungen an die Kirche von Vercelli. Arduin wurde zur Kirchenbuße verurteilt. Ihm wurde auferlegt, die Waffen abzulegen und er durfte keine zwei Nächte am selben Ort verbringen, vorausgesetzt, seine Gesundheit erlaubte dies. Als Alternative zu dieser Bußleistung stellte man ihm den Eintritt in ein Kloster frei.
Die Markgrafschaft ging an Arduins gleichnamigen Sohn über, doch war sie durch Abtretungen von Rechten an die Kirchen von Ivrea, Novara und Vercelli nunmehr geschwächt. Den Bischöfen waren die als districtio bezeichneten Gerichtsrechte in den Komitaten innerhalb ihres Sprengels zugefallen. Dies galt nun für Vercelli und Santhià im Vercellese sowie für Pombia und Ossola im Novarese. Damit hatte der Kaiser für Stabilität in seinem Sinne gesorgt und zugleich hatte er in den Bischöfen dauerhafte Verbündete gewonnen. Die Markgrafschaften, Institutionen aus königlicher Wurzel, wurden damit entmachtet, die außerstädtischen Gebiete Reichsitaliens unterstanden nunmehr dauerhaften Patrimonial- und Territorialherrschaften von geringerer Dimension und aus eher lokaler Wurzel, während die Bischöfe dominierten.
Schon im Juni des Jahres 1000 beschwerten sich allerdings die Bischöfe von Vercelli, Novara und Ivrea über das Verhalten Arduins und Ardicins sowie ihrer Anhänger. Doch verhielten sich Vater und Sohn offenbar bis zum Tod Ottos III. im Jahr 1002 verhältnismäßig ruhig. Gegen Kaiser Otto führten sie nie eine militärische Auseinandersetzung.

### Erhebung zum König von Italien (15. Februar 1002)

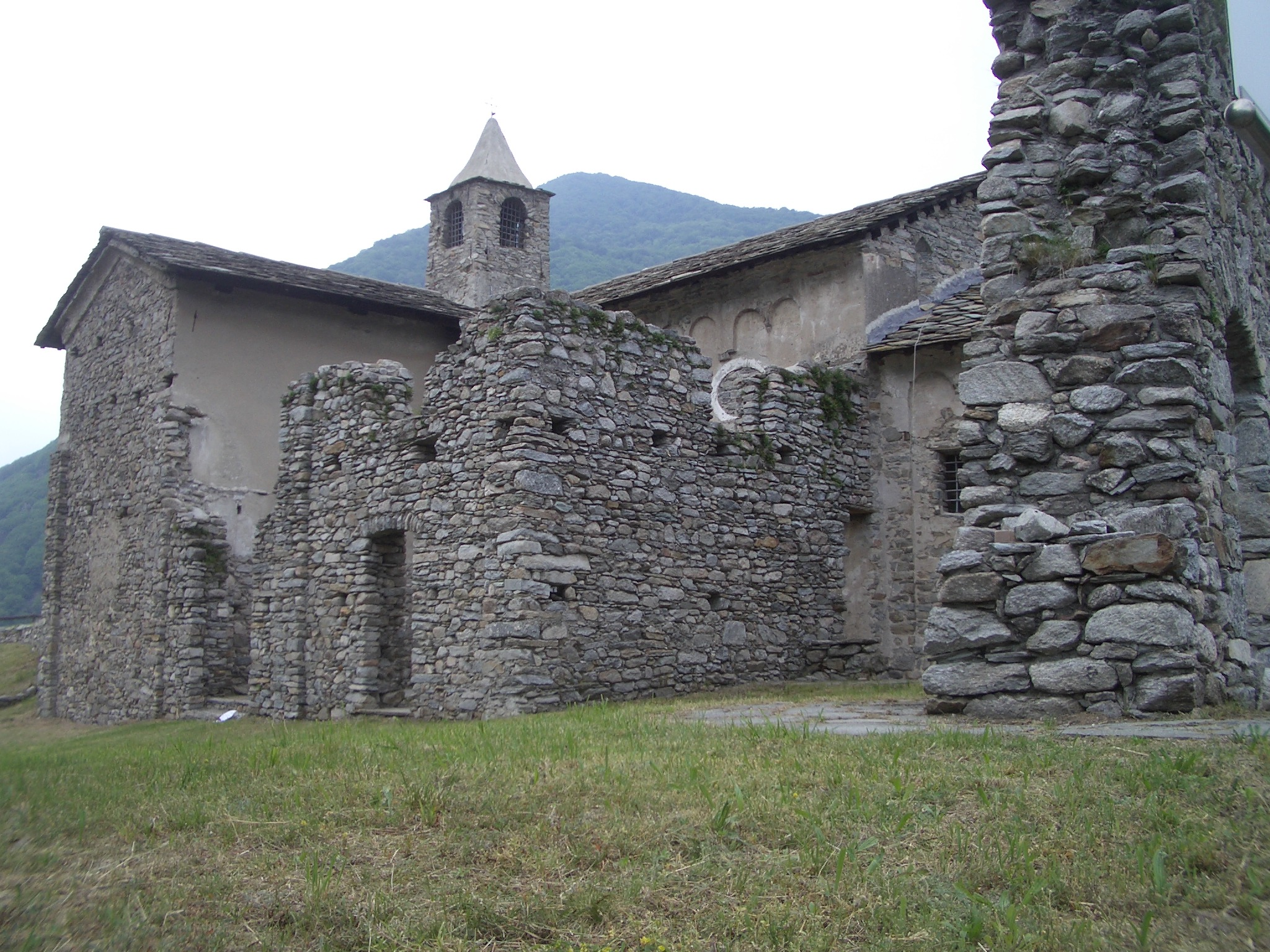
Die sogenannte „Rocca di Arduino“, die Arduinsburg, in Sparone (Turin)

Nach dem Tod des römisch-deutschen Kaisers Otto III. Ende Januar 1002 ließ sich Arduin jedoch am 15. Februar 1002, wenig mehr als drei Wochen nach dem Ableben Ottos, in Anlehnung an den Anskarier Berengar II. zum König von Italien wählen (rex Italiae). Thietmar von Merseburg schreibt, er sei „a Langobardis falso rex appellatus“, also zu Unrecht von den Lombarden König genannt worden. Adalbold von Utrecht nannte ihn sogar einen „episcopicida“, einen Bischofsmörder. Dies liegt auf der ablehnenden Linie von Ottos Nachfolger Heinrich II., der Arduin gar als „regni nostri invasor“ bezeichnete, obwohl er selbst die Zeit von Februar/März bis Oktober 1002 brauchte, um sich jenseits der Alpen als König durchzusetzen.
Zunächst betrieb Arduin eine Art Kompromisspolitik, indem er einen seiner Anhänger dem Erzkanzler Ottos als Kanzler zur Seite stellte. Auch machte er, ähnlich wie Otto III., Konzessionen an die Bischofskirchen – wie etwa fünf Tage nach seiner Wahl an das Salvatorkloster in Pavia oder am 25. März, als er die Rechte der Bischofskirche von Como, einschließlich der Grafschaft Chiavenna, dazu Rechte an seiner Burg in Bellinzona, bestätigte –, gab aber auch kleinere Immunitäten an Laien. Auch in Lucca bestätigte er am 22. August 1002 klösterliche Rechte.

### Sieg gegen Otto von Worms, Niederlage gegen Heinrich II. (1003–1004)
Seine Gegner, insbesondere Leo von Vercelli, aber auch die Markgrafen Nordost- und Mittelitaliens wandten sich an den römisch-deutschen König Heinrich II. Dieser entsandte Otto von Worms, den Herzog von Kärnten und Enkel Ottos des Großen. Doch Otto von Worms musste von Arduin im Januar 1003 an den Veroneser Klausen eine schwere Niederlage hinnehmen. Er starb 1004.

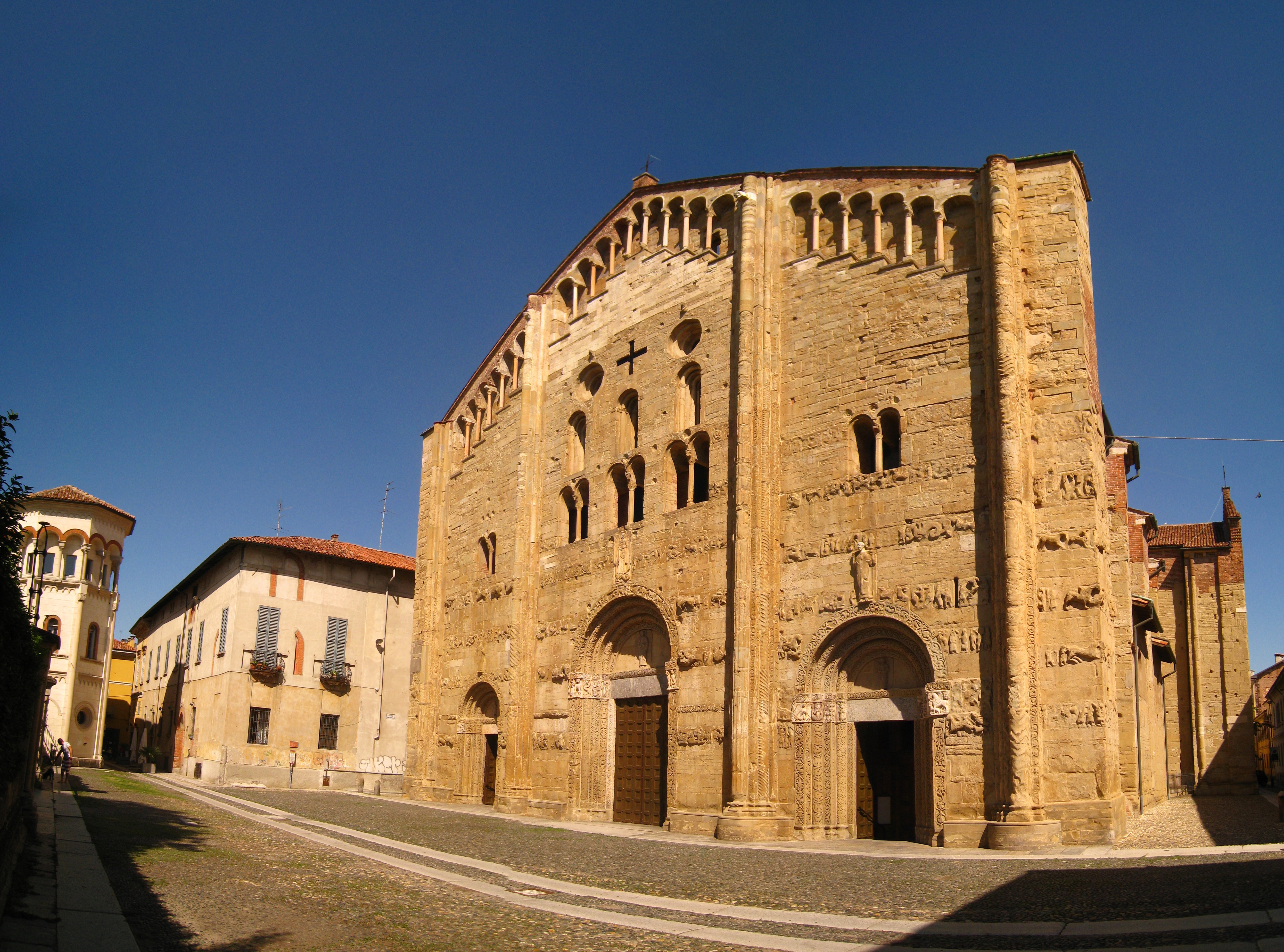
San Michele Maggiore in Pavia, Krönungsort Karls I. zum rex Langobardorum im Jahr 774, aber auch von Arduin im Jahr 1002 und Heinrich II. im Jahr 1004

Im selben Jahr zog Heinrich persönlich an der Spitze einer Armee gegen Arduin. Nach Überwindung der Brenta-Klause, wo Otto die besagte schwere Niederlage erlitten hatte, liefen die Truppen Arduins auseinander. In der Bischofskirche von Trient ging Heinrich zusammen mit seinen geistlichen und weltlichen Großen sowie den oberitalienischen Bischöfen eine Gebetsverbrüderung ein. Erzbischof Arnulf II. krönte Heinrich am 14. Mai 1004 in Pavia in der Kirche San Michele Maggiore. zum König der Langobarden (rex Langobardorum), sicherlich ein Appell an die karolingische Titulatur. Auch wurde Heinrich in derselben Kirche gekrönt wie zwei Jahre zuvor Arduin, nämlich in San Michele. In deren Vorgängerkirche wiederum war im Jahr 774 Karl der Große zum rex Langobardorum gekrönt worden.
Bürger Pavias griffen jedoch in der Nacht nach der Krönung Heinrich und seine Begleiter an, woraufhin diese Häuser in Brand setzten, um, wie Thietmar von Merseburg behauptet, die entfernt lagernden Truppen zu alarmieren. Der Aufstand konnte nur mit Mühe niedergeschlagen werden, Heinrich musste die zerstörte Stadt verlassen. Er nahm die Huldigung weiterer Lombarden auf einem Hoftag in Pontelungo entgegen und zog sich Anfang Juni 1004 aus Italien zurück; am 12. Juni war er schon wieder in Locarno.

### Italien sich selbst überlassen (1004–1009)
Italien blieb nun über Jahre sich selbst überlassen. Dennoch sind Zeugnisse herrscherlicher Aktivitäten Arduins in dieser Zeit rar. Heinrich II. richtete seinerseits erst um die Jahreswende 1008/09 wieder eine italische Kanzlei ein. Bischof Eberhard von Bamberg wurde zum Kanzler erhoben, ein Amt, das er bis Ende 1012 führte. Nach dem Tod des Mainzer Erzbischofs Willigis († 1011) erhielt er Anfang 1013 das Amt des Erzkanzlers für Italien (bis 1024).

### Unterwerfungsangebot, letzter Aufstandsversuch (1013–1014)
Zu Verhandlungen mit Heinrich erklärte sich Arduin erst 1013 bereit, als dieser seinen zweiten Italienzug durchführte. Heinrich lehnte Ende des Jahres die bedingte Kapitulation Arduins ab, der einer militärischen Auseinandersetzung auswich. Arduin war zwar bereit, auf die Langobardenkrone zu verzichten, jedoch nicht auf die Markgrafschaft. Möglicherweise war er auch durch den Verrat einiger Großer geschwächt. Heinrich setzte, offenbar ohne Arduin weiterer Aufmerksamkeit zu würdigen, seinen Zug nach Rom zur Kaiserkrönung fort, die am 14. Februar 1014 erfolgte. Doch in Rom kam es am 21./22. Februar zu einem Aufstand, ähnlich wie zehn Jahre zuvor in Pavia. Dort hielt sich Heinrich im April/Mai einen Monat lang auf.
Im Mai 1014 versuchte Arduin gemeinsam mit einer großen Adelsopposition einen letzten Aufstand, der aber bereits am Widerstand des Markgrafen von Canossa und des Bischofs von Vercelli scheiterte. Arduin konnte zwar Vercelli und Como erobern, scheiterte aber vor Novara. Die Markgrafen Hugo, Adalbert, Azzo und Obizo fielen durch List oder Gewalt in die Hand der Kaiserlichen. Arduin wurde auf der nicht weiter bekannten Feste Sparrone im Tal des Orco belagert. Heinrich konnte bereits am 1. September 1014 in Solingen über die Bestrafung der Gegner und die Belohnung seiner Anhänger befinden, ohne Arduin weiter Beachtung schenken zu müssen.

### Rückzug ins Kloster und Tod
Arduin zog sich, vielleicht schon schwer erkrankt, ins Kloster Fruttuaria zurück, das er um 1005 mitgegründet hatte. Dort starb er am 14. Dezember 1015.
Nach seinem Tod löste sich die Markgrafschaft Ivrea auf. Seine Söhne blieben im Besitz von Ivrea und verbündeten sich nun mit den Markgrafen von Turin.

## Rezeption
„Einheimische“, häufig auch „nationale“ Könige genannte Herrscher gab es in Italien erst wieder ab 1861. Daher wurde Arduin – und auch andere Könige, die aus Herrschaftshäusern, die in Italien ansässig waren – im Zuge des aufkommenden Nationalismus (Risorgimento) zu Zwecken politischer Propaganda vereinnahmt. So galt Arduin als Vorkämpfer der italienischen Freiheit gegen die transalpine Okkupation. Die Tatsache seiner fränkischen Abstammung stand dem keinesfalls im Wege. Da im 19. Jahrhundert die Vorstellung verbreitet war, dass das Volk nach dem Römerreich schon immer bestanden habe und dass es sich nur seine Freiheit erkämpfen müsse, die sich in einem eigenen Staat zu manifestieren habe, galten die „nationalen“ Könige zugleich als Vorkämpfer der Freiheit, der Nation und des Staates. Letzterer wiederum war, so die Vorstellung, die ins Frühmittelalter zurückprojiziert wurde, in der Herrschaft seit jeher von Königen repräsentiert. Zugleich ließen sich die Ottonen mit ihrer Reichsitalienpolitik als historische Parallele der zeitgenössischen habsburgischen Politik Österreich-Ungarns in Oberitalien politisch instrumentalisieren. Doch auch andere Muster wie die Einordnung in eine Reihe mit den Staufern Friedrich II. und Manfred, Macchiavelli und Dante als Vordenker der italienischen Einheit waren gängig.
Das Haus Savoyen, das sich als Vorkämpfer der italienischen Einheit betrachtete, und das ab 1861 den italienischen König stellte, sah Pietro Corelli dementsprechend in seinem fünfbändigen Werk La stella d'Italia o nove secoli di casa Savoia (‚Der Stern Italiens oder neun Jahrhunderte Haus Savoyen‘) als unmittelbare Nachkommenschaft Berengars II. und Arduins. So wie die beiden Könige, so hüteten seiner Auffassung nach die Savoyer die Alpen, und diese Kontinuität, so forderte der Verfasser alle Italiener auf, sollten sie niemals vergessen.
Popularität erlangte Arduin durch künstlerische Werke, etwa durch Stanislao Morellis Historiendrama Arduino d'Ivrea, das er 1859 ausdrücklich veröffentlichte, um an der nationalen Sache „mit der Feder und mit dem Wort“ teilzunehmen. Auch Aristide Marino Gianella mit seinem 1911 erschienenen historischen Roman Arduino d'Ivrea, primo re d'Italia, popularisierte den König.
Benedetto Baudi di Vesme (1858–1919) änderte als erster den Blick auf Arduin mit seinem im Jahr 1900 erschienenen Il re Arduino e la riscossa italica contro Ottone III ed Arrigo II. Für ihn war Arduin der letzte Repräsentant der karolingischen Reichsidee, nicht der Verteidiger der italienischen Idee gegen die vordringende Germanität („germanità invadente“). Damit wandte er sich gegen die gabottianische, zu dieser Zeit dominierende These. Auch versuchte Alessandro Annaratone (nicht zu verwechseln mit dem gleichnamigen Verfasser historischer Romane) sich mit seinem 1910 aufgelegten 46-seitigen Werk Arduino d'Ivrea e la sua personalità storica quellenbasiert zu nähern, was im Bollettino della Società pavese di storia patria von 1911 ausdrücklich als fachlicher Fortschritt mit Blick auf neue Quellen hervorgehoben wurde. Sein Werk floss allerdings kaum in die deutsche Forschung ein. So konnte Gerhard Graf für seine Arbeit über Die weltlichen Widerstände in Reichsitalien Annatarones Arduino explizit nicht „benutzen“.
Bis zum Ersten Weltkrieg nahm die Forschungsarbeit in Italien durchaus einen gewissen Aufschwung, so dass es am 19. April 1914 zu einer Konferenz unter dem Thema Re Arduino kam. Während des Faschismus war es in Italien wieder geradezu selbstverständlich, die „nationalen Kämpfe“ Arduins zu beschreiben. Die 1942 erschienene Monographie von Cesare Violini: Arduino d'Ivrea, re d'Italia e il dramma del suo secolo, kommt dabei völlig ohne die Angabe von Quellen aus.
Jenseits der Alpen galt Arduin lange als bloßer „Gegenkönig“, obwohl seine Krönung in der königslosen Zeit zwischen Otto III. und Heinrich II. erfolgt war, wie Gunter Wolf vermerkte. Rekurriert man nämlich auf die zeitliche Reihenfolge, so war nicht Arduin, sondern Heinrich der „Gegenkönig“, wenn er auch als Sieger aus den Auseinandersetzungen hervorging. Folgt man Friedrich Christoph Schlosser, so war Arduin sowieso nur ein „roher junger Mann“, wie Schlosser 1847 schrieb. Dieser „misbrauchte seine Gewalt auf barbarische Weise und beleidigte dadurch die Großen“.
Auf dem Umweg über eine nach dem König benannte Bar in Ivrea erhielt die 2005 erschienene Plattform Arduino den Namen Arduins von Ivrea.